# Nikander (Piliszyn)
Nikander, imię świeckie Siergiej Siergiejewicz Piliszyn (ur. 9 września 1986 r. w Szachtach) – rosyjski biskup prawosławny.

## Życiorys
Pochodzi z rodziny robotniczej. W 2009 r. ukończył studia na kierunku górnictwo na Petersburskim Państwowym Uniwersytecie Górniczym im. Plechanowa. Następnie w 2010 r. ukończył podyplomowe studia dziennikarskie na Rosyjskim Uniwersytecie Przyjaźni Narodów. W latach 2009–2014 studiował na Moskiewskiej Akademii Duchownej, będąc równocześnie od 2011 do 2014 r. subdiakonem patriarchy moskiewskiego i całej Rusi Cyryla. 
3 kwietnia 2015 r. został postrzyżony na mnicha przez rektora Moskiewskiej Akademii Duchownej arcybiskupa wieriejskiego Eugeniusza, przyjmując imię zakonne Nikander na cześć męczennika Nikandra Egipcjanina. Arcybiskup Eugeniusz 8 kwietnia 2015 r. wyświęcił go na hierodiakona. 4 grudnia 2016 r. przyjął święcenia kapłańskie z rąk metropolity wołogodzkiego i kiriłowskiego Ignacego.
Od sierpnia do listopada 2016 r. służył w eparchii astrachańskiej. Kierował eparchialnym oddziałem ds. kontaktów Cerkwi ze społeczeństwem i mediami, służył również w soborze Zaśnięcia Matki Bożej w Astrachaniu. W listopadzie 2016 r. przeszedł do służby w eparchii wołogodzkiej, gdzie był ekonomem monasteru św. Dymitra Priłuckiego i Przemienienia Pańskiego. Od grudnia 2016 r. do maja 2018 r. był przełożonym monasteru Św. Ducha w Wołogdzie, zaś od maja 2018 do marca 2020 r. - przełożonym Pustelni Zaonikijewskiej. Od 2017 do 2019 r. służył równocześnie w soborze katedralnym Mądrości Bożej i Zaśnięcia Matki Bożej w Wołogdzie oraz w soborze Zmartwychwstania Pańskiego w Wołogdzie. W 2019 r. został ponadto przełożonym monasteru św. Arseniusza Komelskiego. W latach 2017–2018 był prorektorem seminarium duchownego w Wołogdzie.
Od 2020 r. służył w eparchii saratowskiej, będąc dziekanem monasterów tejże eparchii i równocześnie rzecznikiem prasowym zwierzchnika metropolii saratowskiej. Do października 2021 r. służył ponadto w soborze Opieki Matki Bożej w Saratowie. Następnie od końca września do listopada 2021 r. służył w soborze Włodzimierskiej Ikony Matki Bożej w Saratowie. W eparchii saratowskiej był również specjalistą ds. ochrony zabytków sakralnych i prorektorem seminarium duchownego w Saratowie.
W listopadzie 2021 r. przeszedł do służby w eparchii moskiewskiej, mianowany p.o. zastępcy przewodniczącego Zarządu Finansowo-Gospodarczego Patriarchatu Moskiewskiego. W kwietniu 2023 r. został p.o. przewodniczącego tejże struktury, zaś 24 sierpnia tegoż roku Święty Synod Rosyjskiego Kościoła Prawosławnego powierzył mu to stanowisko na stałe. Służył w cerkwi św. Błażeja w Moskwie.
11 października 2023 r. Święty Synod Rosyjskiego Kościoła Prawosławnego nominował go na wikariusza patriarchy moskiewskiego i całej Rusi z tytułem biskupa naro-fomińskiego. Równocześnie powierzono mu zarząd wikariatu północno-zachodniego eparchii moskiewskiej miejskiej. Jego chirotonia biskupia odbyła się 18 października 2023 r. w soborze Chrystusa Zbawiciela w Moskwie, pod przewodnictwem patriarchy moskiewskiego i całej Rusi Cyryla.
Od marca 2024 r. z racji pełnionego stanowiska w Zarządzie Finansowo-Gospodarczym jest stałym członkiem Świętego Synodu Rosyjskiego Kościoła Prawosławnego.
W grudniu 2024 r. został ordynariuszem eparchii włodzimierskiej z godnością metropolity.